# Alvis Almendra
Alvis Albino Almendra Jiménez (ur. 30 sierpnia 1987) – panamski zapaśnik walczący w obu stylach. Zajął 31. miejsce na mistrzostwach świata w 2015 roku. 
Siedemnasty w indywidualnym Pucharze Świata w 2020. Srebrny medal igrzysk panamerykańskich w 2015 i brązowy w 2019. Trzeci na mistrzostwach panamerykańskich w 2009, 2012 i 2016. Brązowy medalista igrzysk Ameryki Południowej w 2018, a także igrzysk Ameryki Środkowej i Karaibów w 2023. Triumfator igrzysk Ameryki Środkowej w 2013 i 2017. Piąty na igrzyskach boliwaryjskich w 2022 roku.